# Шасхаген
Шасхаген (њем. Schashagen) општина је у њемачкој савезној држави Шлезвиг-Холштајн. Једно је од 36 општинских средишта округа Остхолштајн. Према процјени из 2010. у општини је живјело 2.519 становника. Посједује регионалну шифру (AGS) 1055037.

## Географски и демографски подаци
Шасхаген се налази у савезној држави Шлезвиг-Холштајн у округу Остхолштајн. Општина се налази на надморској висини од 41 метра. Површина општине износи 41,5 km². У самом мјесту је, према процјени из 2010. године, живјело 2.519 становника. Просјечна густина становништва износи 61 становника/km².

## Међународна сарадња
| Мјесто | Држава | Врста сарадње | Од    |
| ------ | ------ | ------------- | ----- |
| Роне   | Данска | партнерство   | 1992. |
| Извор  |        |               |       |